# Вайнгартнер, Феликс
Феликс Вайнгартнер (нем. Felix Weingartner; 2 июня 1863, Зара, — 7 мая 1942, Винтертур) — австрийский симфонический дирижёр и композитор.

## Биография
Феликс Вайнгартнер родился в Далмации в семье почтового служащего; рано потерял отца; музыкой начал заниматься под руководством матери. В 1873—1881 годах учился у В. А. Реми в Граце. В 1881—1883 годах Вайнгартнер был студентом Лейпцигской консерватории; композицию ему преподавал Г. Цопф, фортепиано — О. Пауль, дирижирование — Карл Райнеке. По окончании консерватории Вайнгартнер совершенствовался у Ференца Листа в Веймаре; там же по рекомендации Листа в 1884 году была поставлена опера Вайнгартнера «Шакунтала» (по классической индийской пьесе Калидасы). Лист также рекомендовал молодого дирижёра в качестве ассистента Гансу фон Бюлову.
Как дирижёр Вайнгартнер дебютировал в 1883 году в Кёнигсберге. Работал в качестве оперного и симфонического дирижёра в Данциге (Гданьске), Гамбурге и Мангейме; в 1891 году был назначен первым дирижёром королевской оперы и симфонических концертов в Берлине. В столице Германии Вайнгартнер работал до 1898 года; в том же году был приглашён в Мюнхен, где до 1905 года руководил симфоническим оркестром Р. Кайма («Кайм-концерты»; ныне Мюнхенский филармонический оркестр), здесь же выступал как пианист, в том числе в составе фортепианного трио (с Рихардом Реттихом и Генрихом Варнке).
В 1908 году Феликс Вайнгартнер стал преемником Густава Малера на посту директора Венской оперы и руководителя симфонических концертов Венской филармонии. Во главе Венской оперы он продержался лишь до 1911 года, с Венской филармонией сотрудничал до 1927 года. Одновременно работал в Городском театре Гамбурга — в 1912—1914 годах; в 1914—1919 годах был генеральмузикдиректором Дармштадта.
В 1919 году Вайнгартнер вернулся в Вену, где до 1924 года был директором Народной оперы, в дальнейшем много гастролировал за рубежом, в том числе и в СССР — в 1926 году. В 1927—1933 годах работал в Базеле, преподавал дирижирование в консерватории и выступал в качестве дирижёра.
В 1935 году Вайнгартнер вновь возглавил Венскую государственную оперу — после того как её покинул Клеменс Краус; но очень скоро разногласия с музыкантами заставили его уйти в отставку. Покинув Венскую оперу в 1936 году, Вайнгартнер поселился в Швейцарии, продолжая гастролировать в разных странах.
Умер в 1942 г. Похоронен в Винтертуре на кладбище Розенберг; в 2003 г. могила ликвидирована.

## Творчество
Феликс Вайнгартнер был одним из крупнейших представителей немецкой дирижёрской школы; наряду с Хансом Рихтером, Феликсом Мотлем, Густавом Малером и Артуром Никишем он входил в так называемую «послевагнеровскую пятёрку». Прославился как интерпретатор сочинений Людвига ван Бетховена и других композиторов-классиков, Г. Берлиоза, а также П. И. Чайковского, А. П. Бородина. О дирижёрской манере Вайнгартнера даёт представление сделанная в Париже в 1932 году видеозапись исполнения увертюры к опере К. М. Вебера «Вольный стрелок». «Вайнгартнер, — писал критик того времени, — классицист по темпераменту и школе, и в классической литературе он чувствует себя лучше всего. Чувствительность, сдержанность и зрелый интеллект сообщают его исполнению впечатляющее благородство, и часто говорят, что величественная грандиозность его Бетховена недостижима ни для одного другого дирижера нашего времени… Он способен сделать слышимыми самые тонкие гармонические сочетания и самые хрупкие контрасты. Но, быть может, самое замечательное качество Вайнгартнера — это его необычайный дар видеть произведение как целое…».
Среди осуществлённых Вайнгартнером записей центральное место занимают сочинения венских классиков; Вайнгартнер — первый в мире дирижёр, записавший все девять симфоний Бетховена, некоторые из симфоний — несколько раз (записи осуществлены в 20—30-х годах с Венским филармоническим, Лондонским филармоническим и др. оркестрами). Записал также все симфонии Иоганнеса Брамса.
Среди сочинений Вайнгартнера — двенадцать опер, семь симфоний, симфониетта, четыре симфонические поэмы, скрипичные и виолончельный концерты, пять струнных квартетов, две скрипичные сонаты. Осуществил оркестровку сонаты «Хаммерклавир» и «Большой фуги» Бетховена, оркестровую редакцию неоконченной (оставленной автором в клавире) симфонии № 7 Франца Шуберта (любопытно, что 2-я часть собственной симфонии № 6 Вайнгартнера, озаглавленной автором как «Трагическая» и посвящённой памяти Шуберта, представляет собой попытку реконструкции по наброскам незавершённой 3-й части «Неоконченной» симфонии № 8 Шуберта).
Вайнгартнеру принадлежит также книга «О дирижировании» (1895), изданная в том числе и в России, и статья «Дирижёр» (1912).